# Lenguas maningrida
Las lenguas maningrida (a veces llamadas también burarranas) es una pequeña familia lingüística de lenguas aborígenes australianas hablada en el norte de Australia. Esta familia incluye cuatro lenguas, que no están estrechamente emparentadas:
- Burarrano (propiamente dicho) (Burerano): Guragone, Burarra
- Djeebbana (o Ndjebbana, también llamado Gunavidji, Gunivugi, Kunibidji o Gombudj)
- Nakkara
- Rawoigwi (o Rdovhiwe, también llamado Rtiduhi)

Green estableció que estas lenguas formaban una familia reconstruyendo las marcas de tiempo-aspecto-modo (TAM) del proto-maningrida, y demostró que desarrollos comunes al grupo que los separan del resto de lenguas de Arnhem.